# لشکر ۲ پیاده (بریتانیا)
لشکر ۲ پیاده بریتانیا (انگلیسی: 2nd Infantry Division) لشکر پیاده‌نظام نیروی زمینی بریتانیا است، که در سال ۱۸۰۹ تأسیس شد و در سال ۲۰۱۲ منحل گردید.
این لشکر توسط سپهبد آرتور ولزلی برای خدمت در جنگ شبه جزیره (بخشی از جنگ‌های ائتلافی جنگ‌های ناپلئونی) به عنوان لشکر دوم تأسیس شد. این لشکر در سال ۱۸۱۴ منحل شد، اما سال بعد برای خدمت در جنگ ائتلاف هفتم دوباره تشکیل شد. این لشکر در نبرد واترلو جنگید و نقش مهمی در شکست دادن آخرین حمله فرانسوی‌ها در آن روز ایفا کرد. سپس به فرانسه لشکرکشی کرد و بخشی از ارتش اشغالگر شد و تنها نیروی بریتانیایی بود که اجازه عبور از پاریس را داشت. در دسامبر ۱۸۱۸، این لشکر بار دیگر منحل شد.
در اواسط تا اواخر قرن نوزدهم، چندین لشکر با نام لشکر دوم تشکیل شد. تنها دو لشکر از این نوع توسط اورارد ویرال، که تاریخ جنگ جهانی اول آن را گردآوری کرده است، بخشی از تبار این لشکر در نظر گرفته شده‌اند. اولین لشکر در سال ۱۸۵۴ برای شرکت در جنگ کریمه علیه امپراتوری روسیه ایجاد شد و در نبرد اینکرمن و در سراسر محاصره سواستوپول جنگید. در سال ۱۸۵۶، پس از پایان خصومت‌ها، این لشکر منحل شد. دومین نمونه آن در سال ۱۸۹۹ برای جنگ دوم بوئر ظهور کرد. این لشکر در تمام نبردهایی که عملیات آزادسازی لیدی‌اسمیت را تشکیل می‌دادند، قبل از پیشروی به قلمرو بوئرها، شرکت کرد. در پایان سال ۱۹۰۰، هنگامی که جنگ متعارف پایان یافت، این لشکر تجزیه شد تا نیروهای آن بتوانند به ستون‌های متحرک یا شهرهای پادگانی منتقل شوند تا با تاکتیک‌های چریکی بوئرها مقابله کنند.
این لشکر در سال ۱۹۰۲ دوباره تشکیل شد، اما این بار به عنوان یک تشکیلات دائمی و نه به صورت موردی برای یک وضعیت اضطراری خاص. قبل از جنگ جهانی اول، این لشکر در آلدرشات، در جنوب انگلستان، مستقر بود. در سال ۱۹۱۴، چند هفته پس از شروع جنگ، به عنوان بخشی از نیروی اعزامی بریتانیا به فرانسه اعزام شد. این لشکر در جبهه غرب خدمت کرد و تلفات سنگینی متحمل شد. پس از جنگ، این لشکر به آلدرشات بازگشت و در طول دوره بین دو جنگ در آنجا ماند. در طول جنگ جهانی دوم، این لشکر در مراحل آغازین درگیری دوباره به فرانسه اعزام شد. در نبرد بعدی فرانسه، مجبور به بازگشت به بندر دانکرک و تخلیه آن به بریتانیا شد. سپس در برمه خدمت کرد و جنگ را در هند بریتانیا به پایان رساند. این لشکر در سال‌های پس از جنگ در نظم نبرد بریتانیا باقی ماند و بخشی از ارتش راین بریتانیا در آلمان را تشکیل داد. در سال ۱۹۷۶، این لشکر به لشکر دوم زرهی تبدیل شد و این نقش را تا پایان سال ۱۹۸۲ حفظ کرد. سپس در آلمان منحل شد و لشکر دوم در سال ۱۹۸۳ در یورک، انگلستان، دوباره تشکیل شد. پس از پایان جنگ سرد و کاهش اندازه ارتش بریتانیا، این لشکر دوباره منحل شد؛ اما در اواسط دهه ۱۹۹۰ دوباره احیا شد. در آغاز هزاره جدید، این لشکر به ادینبورگ، اسکاتلند نقل مکان کرد و اخیراً در سال ۲۰۱۲ منحل شد.